# Пейзли
Пейзли (на английски: Paisley, произношение , на шотландски келтски Pàislig) е град в южната част на Шотландия. Разположен е на 13 km западно от Глазгоу. Градът е административен център на областта Ренфрушър. В Пейзли живеят 74 170 души по данни от преброяването през 2001 г. Той е петият по големина град в Шотландия.
Пейзли е университетски град. От август 2007 г. университет Пейзли и Бел Колидж са обединени и от декември 2007 г. са познати под едно име – „Университет на западна Шотландия“. В целия университет се изучават 18 000 студенти.
Не на последно място градът е известен и със създадения там музей за текстилни изделия.

## Спорт
Представителният футболен отбор на града носи името ФК Сейнт Мирън. Редовен участник е в първия и втория ешелон на шотландския футбол Шотландската премиър лига и Шотландската първа дивизия.

## Личности
Родени
- Джери Рафърти, шотландски певец
- Робърт II, крал на Шотландия

Свъразни с Пейзли
- Джерард Бътлър, шотландски актьор
- Уилям Уолъс, шотландски борец за свобода